# Le Tripot clandestin
Pour plus de détails, voir Fiche technique et Distribution.
Le Tripot clandestin est un film réalisé par Georges Méliès, sorti en 1905.

## Synopsis
Des gens de bonne société jouent dans un tripot (casino clandestin). Soudain, on annonce l'arrivée de la police. Tous participent alors à modifier la pièce (cloisons, tables), pour la transformer en magasin de manteaux. La deuxième fois, tous sortent, la police découvre la pièce vide et éteinte et non maquillée, mais relèvent un homme caché sous la table. Les policiers se mettent alors à jouer à leur tour.